# LXXV Liceum Ogólnokształcące im. Jana III Sobieskiego w Warszawie

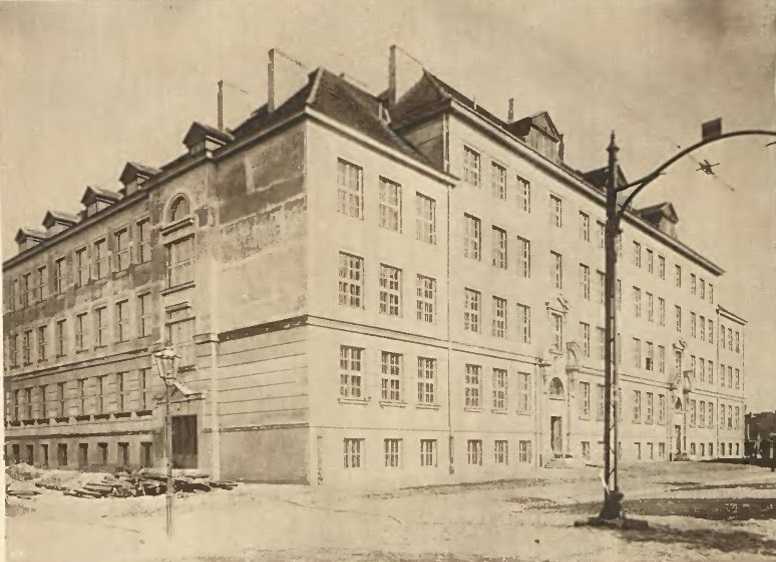
Budynek szkoły ok. 1928

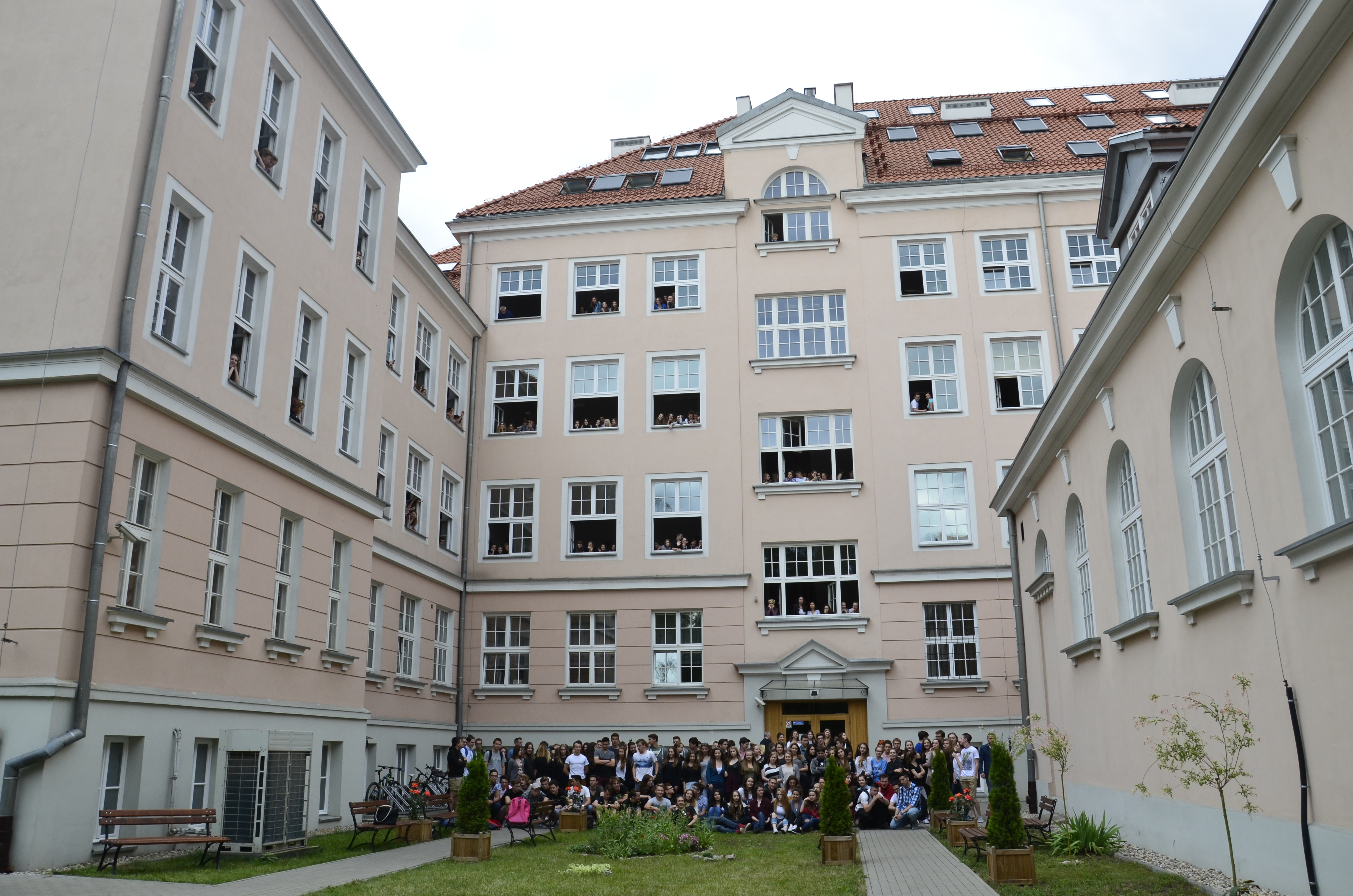
Szkolne patio

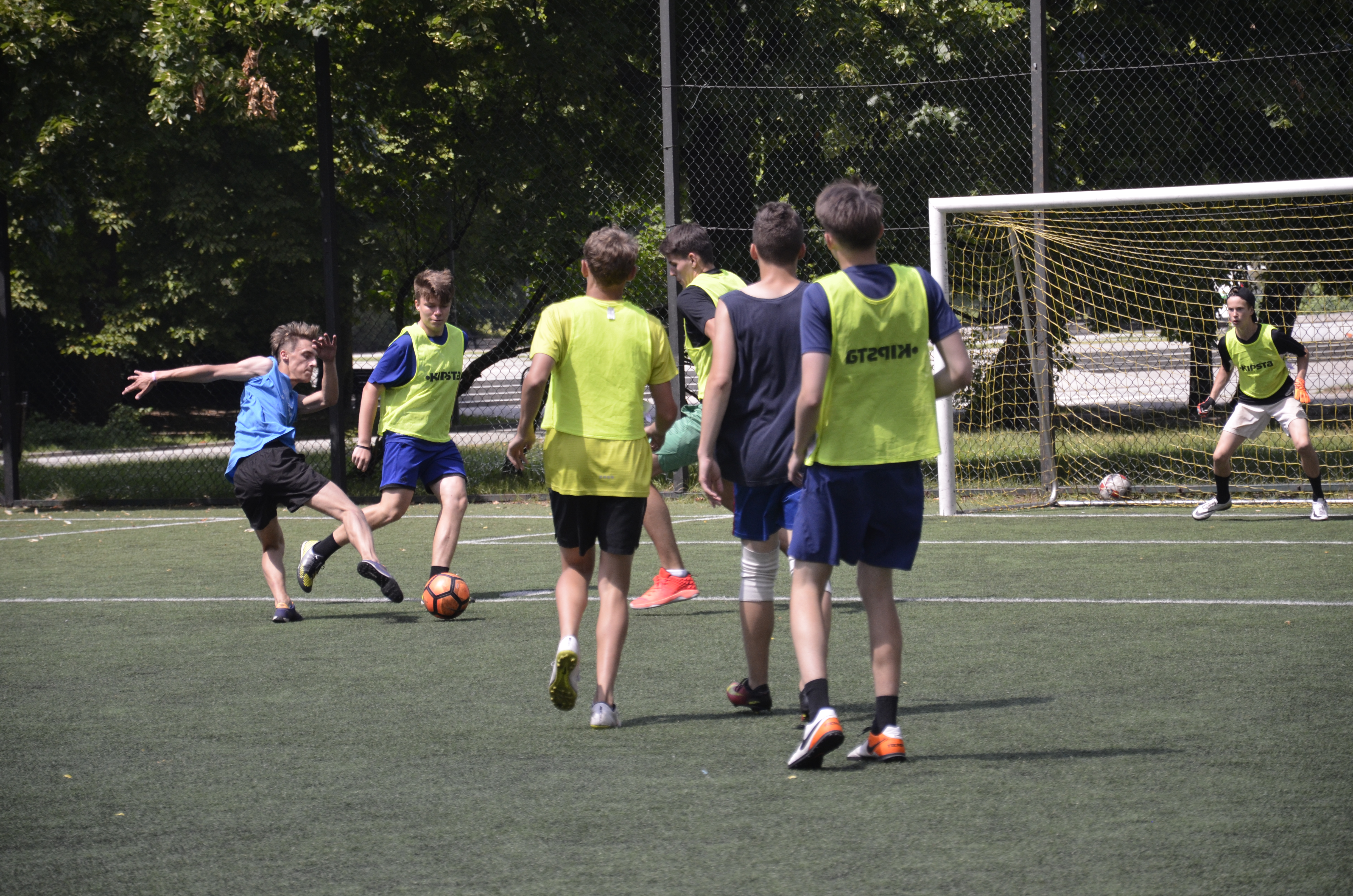
Uczniowie liceum podczas Dnia sportu na Agrykoli

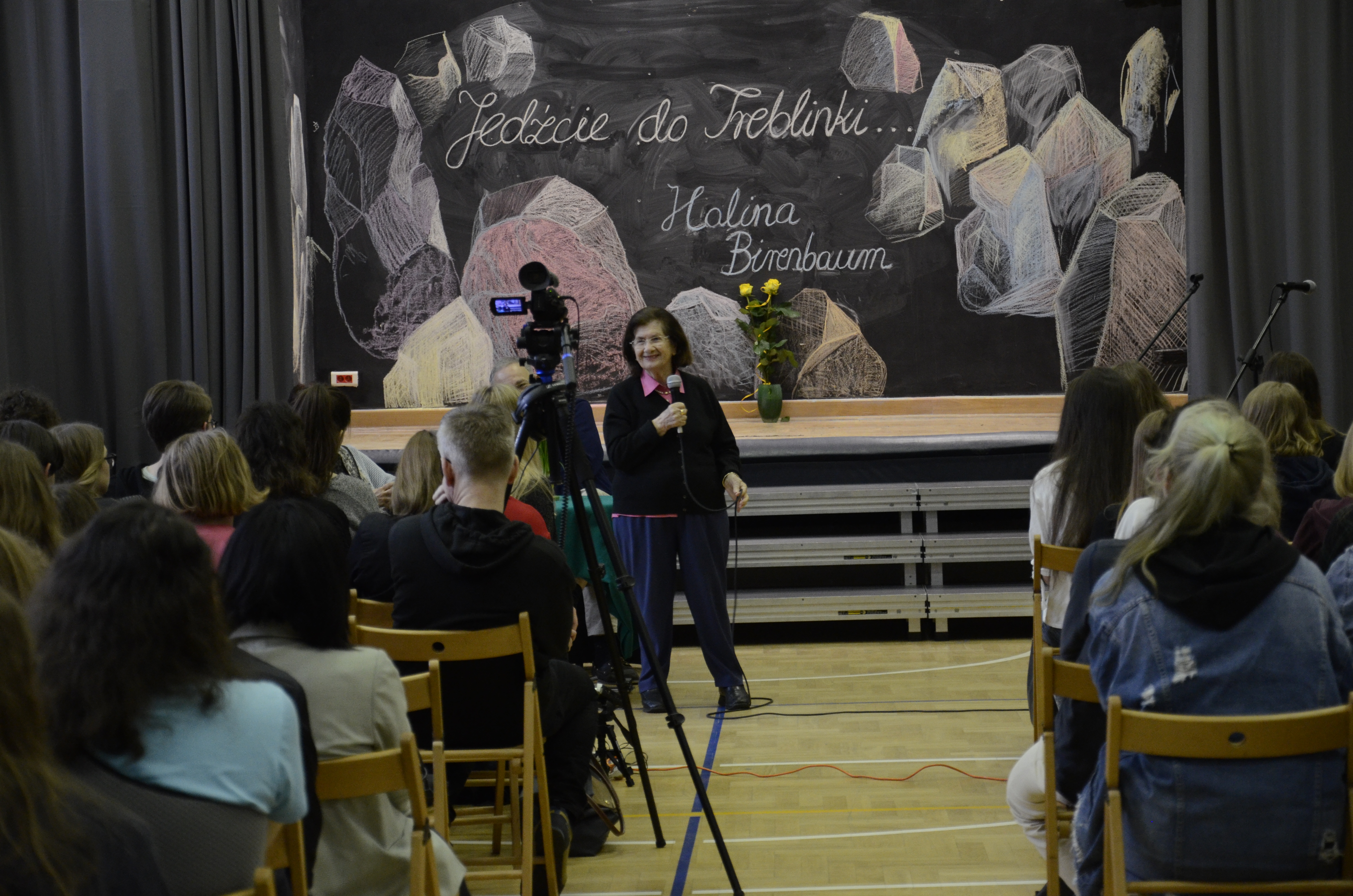
Halina Birenbaum na spotkaniu z uczniami w 2018

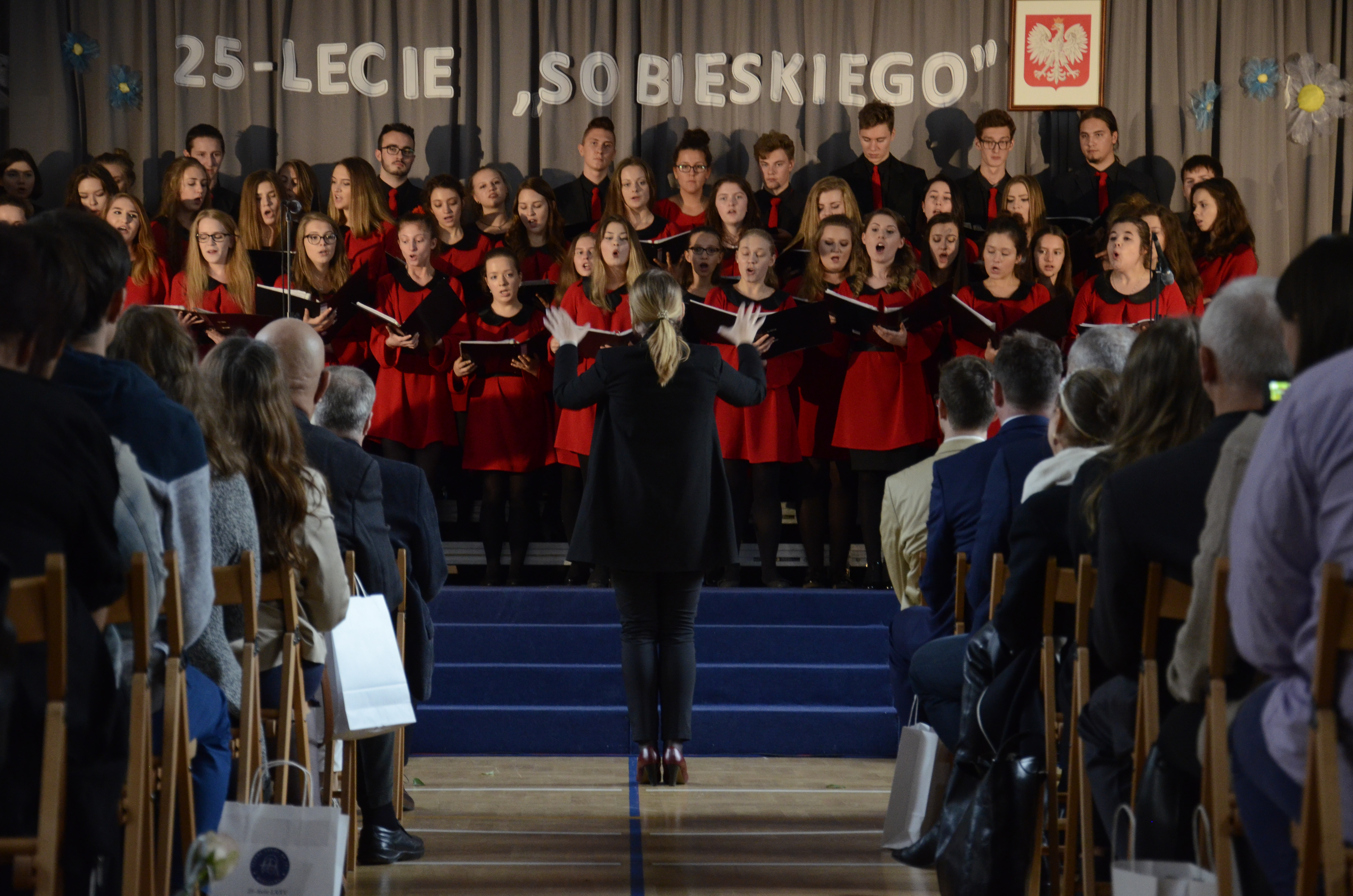
Chór LXXV LO

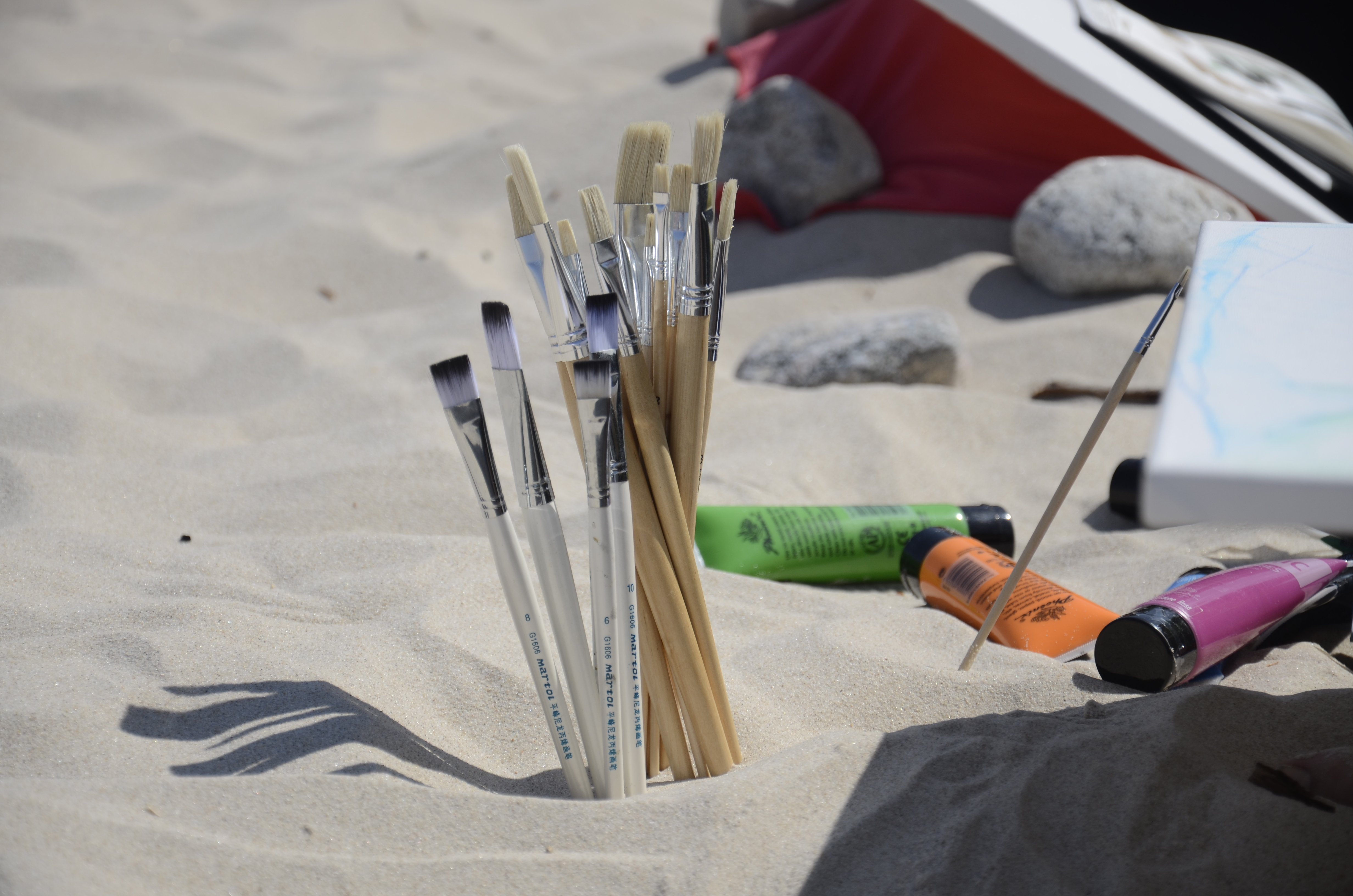
Plener malarski klas plastycznych w Jastrzębiej Górze

LXXV Liceum Ogólnokształcące im. Jana III Sobieskiego – warszawskie liceum ogólnokształcące znajdujące się w dzielnicy Śródmieście, przy ulicy Czerniakowskiej 128.

## Historia
LXXV Liceum Ogólnokształcące utworzono 1 września 1991. Pierwszym dyrektorem szkoły był dr Edward Zegadło. Trzy lata później, 14 kwietnia 1994, liceum otrzymało imię  Jana III Sobieskiego. 
Z dniem 1 września 2012 Rada m.st. Warszawy utworzyła Gimnazjum nr 166 z siedzibą przy ulicy Czerniakowskiej 128. 1 września 2013 utworzono Zespół Szkół nr 121 w Warszawie, w skład którego weszło LXXV Liceum Ogólnokształcące im. Jana III Sobieskiego oraz Gimnazjum nr 166.
W wyniku reformy systemu oświaty od dnia 1 września 2017 Gimnazjum nr 166 zostało włączone do LXXV Liceum Ogólnokształcącego im. Jana III Sobieskiego. 

## Budynek
Budynek szkoły został wzniesiony w latach 1925–1927 w nurcie stylu narodowego inspirowanego tzw. polskim barokiem. Obok powstał także budynek mieszkalny dla nauczycieli. Oba budynki zaprojektował Z. Wójcicki.  Fundusze na budowę uzyskano ze zbiórek wśród żołnierzy.
W budynku znajdowało się 26 sal lekcyjnych, a także m.in. sala gimnastyczna, sala robót ręcznych, gabinety fizyczne i chemiczne, świetlica, sala radiowa, obserwatorium astronomiczne, scena i kinematograf. Budynek został oddany do użytku w roku szkolnym 1928/1929. Przy szkole znajdowało się boisko.
Na samym początku budynek mieścił Szkołę Podstawową im. Józefa Piłsudskiego. W okresie międzywojennym w budynku mieściły się cztery publiczne szkoły powszechne nr 62, 93, 186 i 187. W szkole nr 187 przez jeden rok (ostatnia – siódma klasa szkoły powszechnej) uczył się Stanisław Grzesiuk.
W czasie powstania warszawskiego budynek szkoły zajmowali Niemcy. Przeprowadzony wczesnym rankiem 2 sierpnia 1944 polski atak na szkołę nie powiódł się. Z terenu szkoły Niemcy atakowali powstańczą barykadę na ulicy Łazienkowskiej i polskie oddziały w Porcie Czerniakowskim. 13 września 1944, pod naporem ognia prowadzonego m.in. z wysokiego budynku szkoły, powstańcy wycofali się z portu.
Budynek bez większych zniszczeń przetrwał II wojnę światową i od marca 1945 pełnił swą pierwotną funkcję. Szkoła nr 93 była jedną ze szkół, które najszybciej wznowiły naukę w lewobrzeżnej Warszawie. W kolejnych latach w budynku szkoły mieściło się wiele szkół, m.in. Liceum Ogólnokształcące im. Stefana Batorego i Liceum Ogólnokształcące im. Jana Kochanowskiego. Później budynek był siedzibą Liceum Pedagogicznego dla Nauczycieli, a następnie Liceum Pedagogicznego dla Wychowawczyń Przedszkoli im. Marii Weryho-Radziwiłłowiczowej. Do 1983 działała tam Szkoła Podstawowa nr 186, kiedy to cały budynek zajęło Liceum Pedagogiczne. W 1984 roku połączono nowo powstałe Studium Nauczania Początkowego i Studium Wychowania Przedszkolnego w Studium Nauczycielskie nr 1 (od 1992 do 2015 funkcjonujące jako Kolegium Nauczycielskie).
Aby zachować budynek w nienaruszanym stanie skorygowano pierwotny przebieg Wisłostrady. W 1990 budynek szkoły i budynek mieszkalny dla nauczycieli zostały wpisane do rejestru zabytków.
W latach 2010–2012 budynek przeszedł kompleksowy remont podczas którego dokonano wymiany wszystkich instalacji i dobudowy dwóch kondygnacji, zgodnie z opinią Stołecznego Konserwatora Zabytków zalecającą odtworzenie stanu sprzed wojny.
Budynek oprócz LXXV LO zajmuje także przedszkole oraz niepubliczna szkoła podstawowa.

## Dyrektorzy
- dr Edward Zegadło (1991–2001)[2]
- mgr Halina Markowska (2001–2013)[2]
- mgr Magdalena Kozera (od 2013)[21]

## Absolwenci (m.in.)[22]
- Katarzyna Cichopek – aktorka, tancerka, prezenterka, psycholog
- Kuba Jurzyk – wokalista
- Mela Koteluk – piosenkarka
- Maciej Musiałowski – aktor
- Kaja Paschalska – aktorka i piosenkarka
- Maciej Zacheja – judoka
- Daria Zawiałow – piosenkarka